# میرنویه (داغستان)
میرنویه (به لاتین: Mirnoye) یک منطقهٔ مسکونی در روسیه است که در شهرستان کیزلیارسکی واقع شده‌است.